# Кариофилли, Георгий Спиридонович
Георгий Спиридонович Кариофилли (10 февраля 1901, Самарканд, Российская империя — 19 октября 1971, Москва) — советский военачальник, генерал-полковник артиллерии (18.02.1958). Участник Гражданской и Великой Отечественной войн.

## Биография
Родился 10 февраля 1901 года в Самарканде Российской империи (ныне — Узбекистан), в греческой семье.
В РККА с 1918. Член РКП(б) с 1919.
Участник Гражданской войны.
Окончил Военную академию имени М. В. Фрунзе (1935).
С 1936 года — командир артиллерийского полка, начальник артиллерии дивизии, 57-го особого корпуса, заместитель начальника штаба артиллерии Киевского Особого военного округа.
В ходе войны начальник штаба артиллерии Западного фронта (с июня 1941), начальник артиллерии Северо-Кавказского военного округа (с августа 1941), начальник (командующий) артиллерии 56-й (с ноября 1942), 18-й (с июня 1943) армий Северо-Кавказского фронта, заместитель командующего артиллерией 1-го Украинского фронта (с февраля 1944), командующий артиллерией 4-го Украинского фронта (с сентября 1944).
После войны начальник Управления военно-учебных заведений МО СССР, затем начальник штаба ракетных войск и артиллерии Сухопутных войск Советской Армии.
С 1968 года в отставке.
Умер 19 октября 1971 года в Москве. Похоронен на Новодевичьем кладбище.

## Воинские звания
- комбриг — 05.11.1939
- генерал-майор артиллерии — 04.06.1940
- генерал-лейтенант артиллерии — 08.09.1943
- генерал-полковник артиллерии — 18.02.1958

## Награды
СССР
- орден Ленина (21.02.1945)
- пять орденов Красного Знамени (01.04.1943, 10.01.1944, 03.11.1944, 24.06.1948, 22.02.1968)
- орден Суворова I степени (23.05.1945)
- орден Кутузова I степени (25.08.1944)
- орден Суворова II степени (18.09.1943)
- орден Кутузова II степени (18.12.1956)
- Медали СССР

Приказы (благодарности) Верховного Главнокомандующего в которых отмечен Кариофилли Г. С.

Могила Кариофилли на Новодевичьем кладбище Москвы.

- За овладение городом и крупным железнодорожным узлом Коростень, городами Володарск-Волынский, Червоноармейск, Черняхов, Радомышль, Коростышев, городом и важнейшим железнодорожным узлом Казатин, городом Сквира. 30 декабря 1943 года № 52
- За овладение городом и крупным железнодорожным узлом Бердичев — мощным опорным пунктом обороны немцев на юго-западном направлении. 6 января 1944 года № 56
- За преодоление Карпатского хребта и, овладение перевалами — Лупковский, Русский, Ужокский, Верецкий, Вышковский, Яблоницкий, Татарский, продвижение в глубь территории Чехословакии от 20 до 50 километров на фронте протяжением 275 километров. 18 октября 1944 года № 198
- За овладение на территории Чехословацкой республики промышленным центром Закарпатской Украины городом Мукачево — важным узлом коммуникаций и опорным пунктом обороны противника у южных отрогов Карпат. 26 октября 1944 года № 206
- За овладение на территории Чехословацкой республики главным городом Закарпатской Украины Ужгород — крупным узлом коммуникаций и важным опорным пунктом обороны противника. 27 октября 1944 года № 207
- За овладение на территории Чехословакии городами Михальовце и Гуменне — важными узлами коммуникаций и опорными пунктами обороны противника. 6 ноября 1944 года № 211
- За овладение окружным центром Венгрии городом Шаторальяуйхель — важным узлом коммуникаций и опорным пунктом обороны противника. 3 декабря 1944 года № 215
- За форсирование рек Вислока и Дунаец и овладение городами Ясло и Горлице — важными опорными пунктами обороны немцев на краковском направлении. 19 января 1945 года. № 229
- За овладение на территории Польши городом Новы-Сонч и на территории Чехословакии городами Прешов, Кошице и Бардеёв — важными узлами коммуникаций и опорными пунктами обороны немцев. 20 января 1945 года. № 234
- За овладение городами Вадовице, Спишска-Нова-Вес, Спишска-Стара-Вес и Левоча — важными узлами коммуникаций и опорными пунктами обороны немцев. 27 января 1945 года. № 260
- За овладение городом Бельско — крупным узлом коммуникаций и мощным опорным пунктом обороны немцев на подступах к Моравской Остраве. 12 февраля 1945 года. № 275
- За овладение городом Моравска-Острава — крупным промышленным центром и мощным опорным пунктом обороны немцев в Чехословакии и городом Жилина — важным узлом дорог в полосе Западных Карпат. 30 апреля 1945 года. № 353
- За овладение городами Богумин, Фриштат, Скочув, Чадца и Великая Битча — важными узлами дорог и сильными опорными пунктами обороны немцев в полосе Западных Карпат. 1 мая 1945 года. № 356
- За овладение городом Цешин — важным узлом дорог и сильным опорным пунктом обороны немцев. 3 мая 1945 года. № 361
- За овладение городом и крупным железнодорожным узлом Оломоуц — важным опорным пунктом обороны немцев на реке Морава. 8 мая 1945 года. № 365

Других стран
- орден Партизанской звезды II степени (Югославия)
- Чехословацкий Военный крест (1939) (ЧССР)
- медаль «В память 20-летия Словацкого восстания 1944 года» (ЧССР)
- орден Virtuti Militari V степени (ПНР, 02.05.1946)
- медаль «Победы и Свободы» (ПНР, 03.05.1946)
- Медаль «За Одер, Нейсе, Балтику» (ПНР, 02.05.1946)
- медаль «Китайско-советская дружба» (КНР, 31.03.1956)